# Creoleon luteipennis
Creoleon luteipennis är en insektsart som först beskrevs av Hermann Burmeister 1839.  Creoleon luteipennis ingår i släktet Creoleon och familjen myrlejonsländor. Inga underarter finns listade i Catalogue of Life.